# Igor Stravinsky
Œuvres principales
- L'Oiseau de feu (1910)
- Petrouchka (1911)
- Le Sacre du printemps (1913)
- Pulcinella (1920)
- Apollon musagète (1928)
- Symphonie de Psaumes (1930)
- Symphonie en trois mouvements (1946)
- The Rake's Progress (1951)

Liste des œuvres d'Igor Stravinsky
Igor Fiodorovitch Stravinsky (en russe : Игорь Фёдорович Стравинский), né le 17 juin 1882 à Oranienbaum en Russie et mort le 6 avril 1971 à New York aux États-Unis, est un compositeur, chef d'orchestre et pianiste russe (naturalisé français en 1934, puis américain en 1945) de musique moderne, considéré comme l'un des compositeurs les plus influents du XXe siècle.
L'œuvre de Stravinsky s'étend sur près de soixante-dix années. Elle se caractérise par sa grande diversité de styles. Le compositeur accède à la célébrité par la création de trois ballets dont il compose la musique pour les Ballets russes de Diaghilev : L'Oiseau de feu (1910), Petrouchka (1911) et son œuvre maîtresse Le Sacre du printemps (1913) qui ont eu une influence considérable sur la façon d'aborder le rythme en musique classique. Dans les années 1920, sa production musicale prend un virage néoclassique et renoue avec des formes traditionnelles (concerto grosso, fugue et symphonie). Dans les années 1950 enfin, Igor Stravinsky explore les possibilités de la musique sérielle.

## Biographie

### Enfance

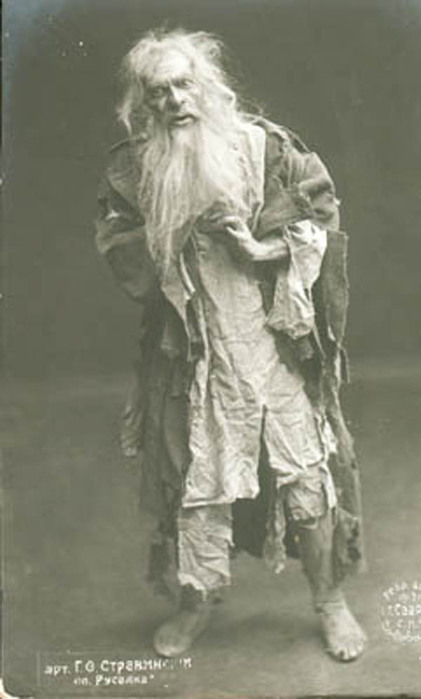
Feodor Stravinski dans l'opéra Roussalka d'Alexandre Dargomyjski.

Igor Fiodorovitch Stravinsky est né le 17 juin 1882 à Oranienbaum (actuellement Lomonossov) en Russie, où ses parents se trouvaient en vacances, mais il passe toute son enfance au 66 Krioukov Kanal, à Saint-Pétersbourg, où la famille Strawiński réside. Son père, Feodor Stravinski est une basse chantant au théâtre Mariinsky.
Igor Stravinsky est le troisième d'une famille de quatre enfants. Les parents Stravinsky sont sévères et les rapports qu'il a avec ses deux frères aînés sont également froids : « Il ne me montrait de tendresse que lorsque j'étais malade », écrit-il à propos de son père dans Souvenirs et commentaires.
Malgré le fait que son père soit un chanteur de renom, le jeune Stravinsky n'a que très peu de contacts avec la musique classique dans sa jeunesse. En 1890, à huit ans, La Belle au bois dormant de Tchaïkovski et plus tard Une vie pour le tsar de Glinka restent dans son enfance ses deux seules expériences de concert à l'avoir marqué. Igor commence des leçons de piano à l'âge de neuf ans et « ne semble du reste pas montrer de dispositions particulières pour la musique ». Ce que le jeune enfant aimait le plus faire au piano, c'était improviser, malgré les nombreux reproches qu'on lui faisait. « Ce travail continu d'improvisations n'était pas absolument stérile, car il contribuait d'une part à une meilleure connaissance du piano, et d'autre part faisait germer des idées musicales », écrit-il dans ses Chroniques de ma vie. À son premier professeur succédera Mme Khachperova, élève d'Anton Rubinstein, qui fait travailler à Stravinsky le répertoire classique et romantique d'une manière très autoritaire, allant même jusqu'à interdire totalement l'usage de la pédale.
Ses premiers essais de composition n'étant pas suffisamment satisfaisants, son père l'inscrit à la faculté de droit de Saint-Pétersbourg en 1901. Durant la même période, il prend des leçons d'harmonie et de contrepoint. Quoique l'étude de l'harmonie ne lui donne « aucune satisfaction », il s'exerce beaucoup au contrepoint pour son propre compte. Cependant, le décès de son père le 21 novembre 1902 lui enlève un poids considérable. Même s'il reste inscrit pendant quatre ans à l'université, il n'assiste au plus qu'à une cinquantaine de cours. Il passe maintenant ses soirées au théâtre Mariinski et aux concerts symphoniques de la Société impériale et fait d'autres essais de composition, dont le chant Nuages d'orage et un Scherzo pour piano.

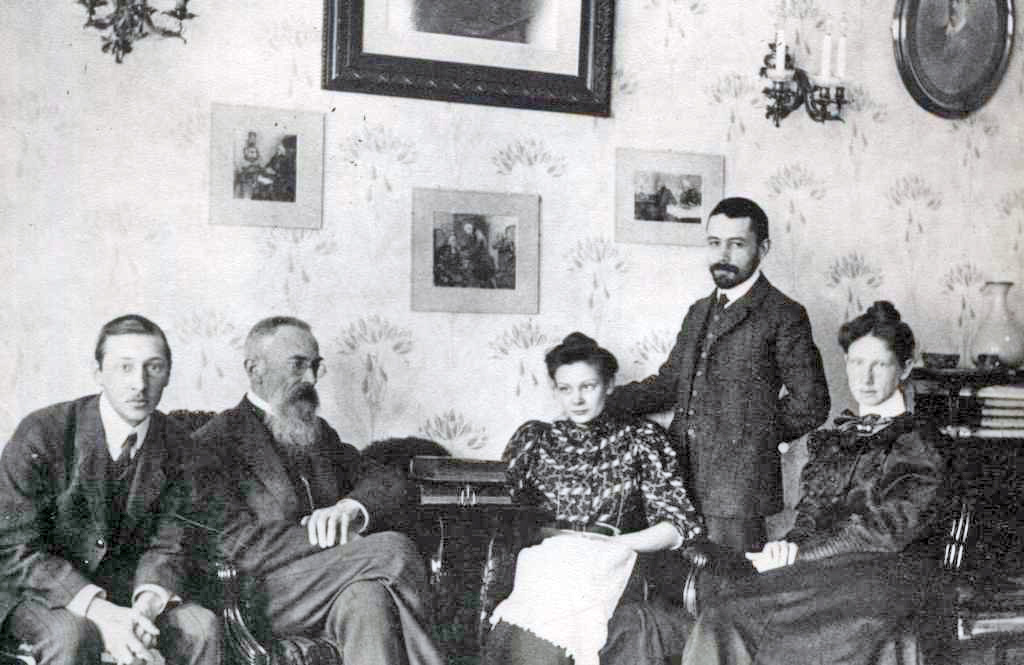
Igor Stravinsky (à gauche) et Nikolaï Rimski-Korsakov (à côté de Stravinsky) en 1908.

Le point tournant de l'éducation musicale de Stravinsky est sa rencontre avec Nikolaï Rimski-Korsakov pendant l'été 1902. « Je lui exposai mon désir de devenir compositeur et lui demandai son avis. », raconte-t-il. Le célèbre compositeur, lui déconseillant le Conservatoire, lui dit qu'il serait prêt à lui enseigner une fois qu'il aurait acquis les notions élémentaires d'harmonie et de contrepoint. C'est l'été suivant que Rimski-Korsakov commence à lui donner des leçons, après avoir entendu sa Sonate pour piano en fa dièse mineur. Ces enseignements, qui continuèrent jusqu'à la mort de Rimski-Korsakov, se sont principalement centrés sur l'art de l'orchestration et des formes classiques.
« Il me donnait à orchestrer des pages de la partition de piano d'un nouvel opéra qu'il venait d'achever. Quand j'avais orchestré un fragment, il me montrait son instrumentation personnelle du même morceau. Je devais confronter les deux et c'est encore moi qui devais lui expliquer pourquoi lui l'avait orchestré autrement. Dans le cas où je n'y arrivais pas, c'est lui qui me l'expliquait. »
Igor Stravinsky épouse en 1906 sa cousine Catherine Gavrilovna Nosenko qui lui donnera quatre enfants : Fiodor (dit Théodore) en 1907, Ludmila en 1908, Sviatoslav (dit Soulima) en 1910 et Milena (dite Milène) en 1914.
La première œuvre composée par Stravinsky lors de son apprentissage avec Rimski-Korsakov est la Symphonie en mi bémol, en 1907. Suivront le Scherzo fantastique et Feu d'artifice, celui-ci interrompu à l'annonce de la mort de son maître le 21 juin 1908. Stravinsky compose alors un Chant funèbre à sa mémoire, œuvre perdue durant la révolution russe et retrouvée en 2015 . La création du Feu d'artifice, le 6 février 1909, est décisive pour la carrière du compositeur, car Serge de Diaghilev est présent.

### Premiers grands succès

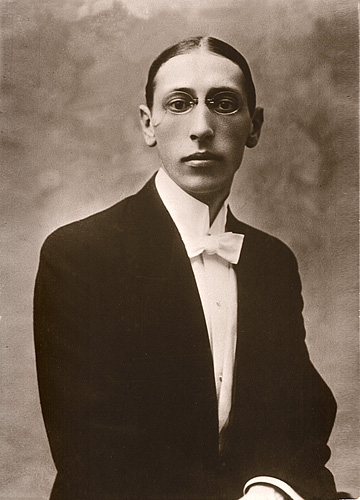
Stravinsky en 1910

Au moment où Diaghilev découvre Stravinsky, il est déjà très populaire à Paris, non avec des ballets, mais plutôt avec des concerts de musique russe et des opéras, dont la création française de Boris Godounov. Au début de 1909, il se tourne vers le ballet. Pour Les Sylphides, Diaghilev demande à plusieurs compositeurs d'orchestrer des pièces de Chopin. Impressionné par Feu d'artifice qu'il vient de voir, il demande à Stravinsky d'orchestrer le Nocturne en la bémol majeur et la Valse brillante en mi bémol majeur destinés à son futur spectacle.
Au cours de l'été, alors que Diaghilev part pour Paris où il rencontre un succès extraordinaire avec sa première saison des Ballets russes, Stravinsky se retire à Oustylouh en Ukraine, pour composer le premier acte de son opéra Le Rossignol. Il interrompt cependant son travail en raison de la demande de Diaghilev qui lui commande son premier ballet. Pour sa nouvelle saison, le metteur en scène désire présenter une œuvre inédite, inspirée de la légende de l'Oiseau de feu. Il a demandé à Anatoli Liadov de lui en écrire la musique, mais ce dernier se montrant trop lent, Diaghilev décide de solliciter Stravinsky, alors âgé de vingt-sept ans. L'immense succès de L'Oiseau de feu, créé le 25 juin 1910, fait immédiatement du compositeur une vedette.

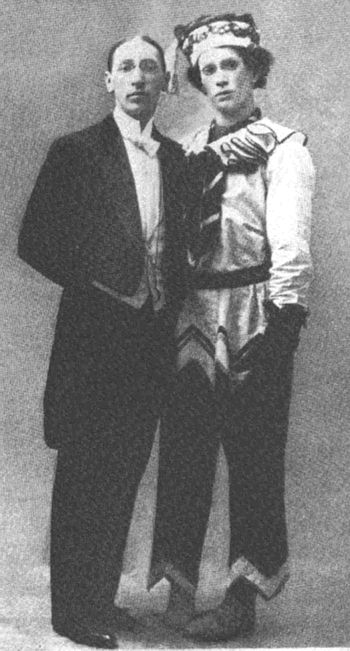
Stravinsky et Nijinski en 1911.

Après L'Oiseau de feu, les deux ballets suivants que Stravinsky compose pour la troupe de Diaghilev marquent un changement de direction dans son approche musicale. Alors que L'Oiseau de feu est encore bien ancré dans la tradition post-romantique héritée, entre autres, de Rimski-Korsakov, Petrouchka, créé le 13 juin 1911, marque une rupture importante. Stravinsky y abandonne toute l'harmonie chaleureuse et « magique » de L'Oiseau de feu, caractérisé entre autres par l'utilisation abondante du chromatisme. Il utilise maintenant la « polytonalité » et la juxtaposition de séquences rythmiques.
Les deux années suivantes, Stravinsky compose très peu de pièces : deux cycles de chants et une brève cantate mystique, Le Roi des étoiles. Cependant, il compose ce qui va devenir probablement son œuvre la plus célèbre qui lui assurera définitivement une place parmi les compositeurs les plus marquants du XXe siècle, Le Sacre du printemps. Sa création, l'une des plus controversées de l'histoire de la musique, a lieu le 29 mai 1913 au théâtre des Champs-Élysées, à Paris, sur une chorégraphie de Vaslav Nijinski et sous la direction musicale de Pierre Monteux. Le compositeur décrit ainsi la représentation dans ses Chroniques de ma vie : « [J'ai] quitté la salle dès les premières mesures du prélude, qui tout de suite soulevèrent des rires et des moqueries. J'en fus révolté. Ces manifestations, d'abord isolées, devinrent bientôt générales et, provoquant d'autre part des contre-manifestations, se transformèrent très vite en un vacarme épouvantable. » Dans Le Sacre, Stravinsky approfondit les éléments déjà expérimentés avec ses deux premiers ballets : le rythme et l'harmonie. L'un est constitué d'un dynamisme sans précédent, alors que l'autre repose en partie sur l'utilisation d'agrégats sonores.

### L'aprèsSacre du printemps
Quelques jours après la première représentation du Sacre du printemps, Stravinsky attrape une forte fièvre typhoïde[réf. nécessaire] qui l'oblige à passer six semaines dans une maison de santé à Neuilly. À sa sortie, il compose les trois petites chansons dites Souvenirs de mon enfance, mais déjà, il décide de se remettre à son opéra Le Rossignol, dont la composition avait été interrompue au premier acte lorsqu'il reçut la commande de L'Oiseau de feu, en 1909. Cependant, son style ayant beaucoup changé depuis, Stravinsky fera du premier acte de 1909 une sorte de prologue, justifiant ainsi les différences musicales entre celui-ci et le reste de l'opéra. Le poème symphonique Le Chant du rossignol, qu'il en tire en 1917, est considéré par plusieurs comme étant « un adieu définitif au Sacre. »
Les années suivantes voient Stravinsky aborder des formations plus restreintes, alors que les activités de Diaghilev et des Ballets russes sont interrompues par la guerre. Lors de son dernier voyage en Russie, un mois seulement avant le début de la Première Guerre mondiale, le compositeur rapporte deux recueils de chants populaires russes, qui serviront de base à la plupart de ses œuvres jusqu'à Pulcinella, en 1920. Ce n'est qu'en 1962 que Stravinsky remettra les pieds dans son pays natal, cette fois en tant que citoyen américain.
Entre 1914 et 1917, Stravinsky compose Les Noces, relatant un mariage paysan russe. Cependant, n'arrivant pas à se décider quant à l'instrumentation de l'œuvre, il ne l'achèvera que six ans plus tard, pour voix, quatre pianos et percussions. C'est entre 1915 et 1916 que le compositeur termine Renard (pour quatre voix et dix-sept musiciens), d'après le conte populaire russe du renard et du coq.
En 1917, au lendemain de la révolution de Février, Stravinsky passe quelque temps à Rome, en compagnie de Diaghilev, Léonide Massine, Léon Bakst, Jean Cocteau, Ernest Ansermet et, surtout, Pablo Picasso, avec qui il développe une grande amitié et qui fera de lui trois portraits célèbres (un en 1917 et deux en 1920). À son retour de Rome, Stravinsky est bouleversé d'apprendre que sa gouvernante allemande, qui l'avait élevé dès sa naissance et à laquelle il « était profondément attaché et [qu'il] aimait comme une seconde mère », est morte. Quelques mois plus tard, il s'agit de son frère Goury qui meurt sur le front roumain. Stravinsky se trouve à ce moment dans une situation matérielle très précaire, arrivant difficilement à nourrir sa femme et ses quatre enfants. Il imagine donc, en collaboration avec l'écrivain Charles Ferdinand Ramuz et le chef d'orchestre Ernest Ansermet, un spectacle de poche ambulant. C'est L'Histoire du soldat, spectacle pour trois récitants et sept musiciens, créé à Lausanne en 1918, mais dont la tournée prévue dans des villages suisses est interrompue en raison de l'épidémie de grippe espagnole. L'œuvre qui suit marque un tournant très important dans la carrière du compositeur, car il s'agit de sa première composition de sa période dite néo-classique.
Pendant la période de la guerre, Stravinsky habite principalement en Suisse (avec un voyage en Italie et un autre en Espagne), ensuite dit-il « comme après la paix, la vie active dans toute l'Europe, et surtout en France, avait repris de la façon la plus intense, […] je résolus de transporter mes pénates en France où alors battait le pouls de l'activité mondiale ».

### Période néoclassique

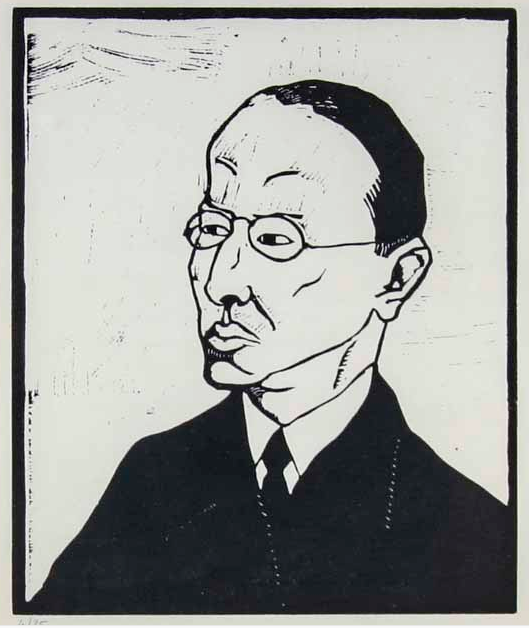
Igor Stravinsky (1920), vu par Jean-Paul Dubray.

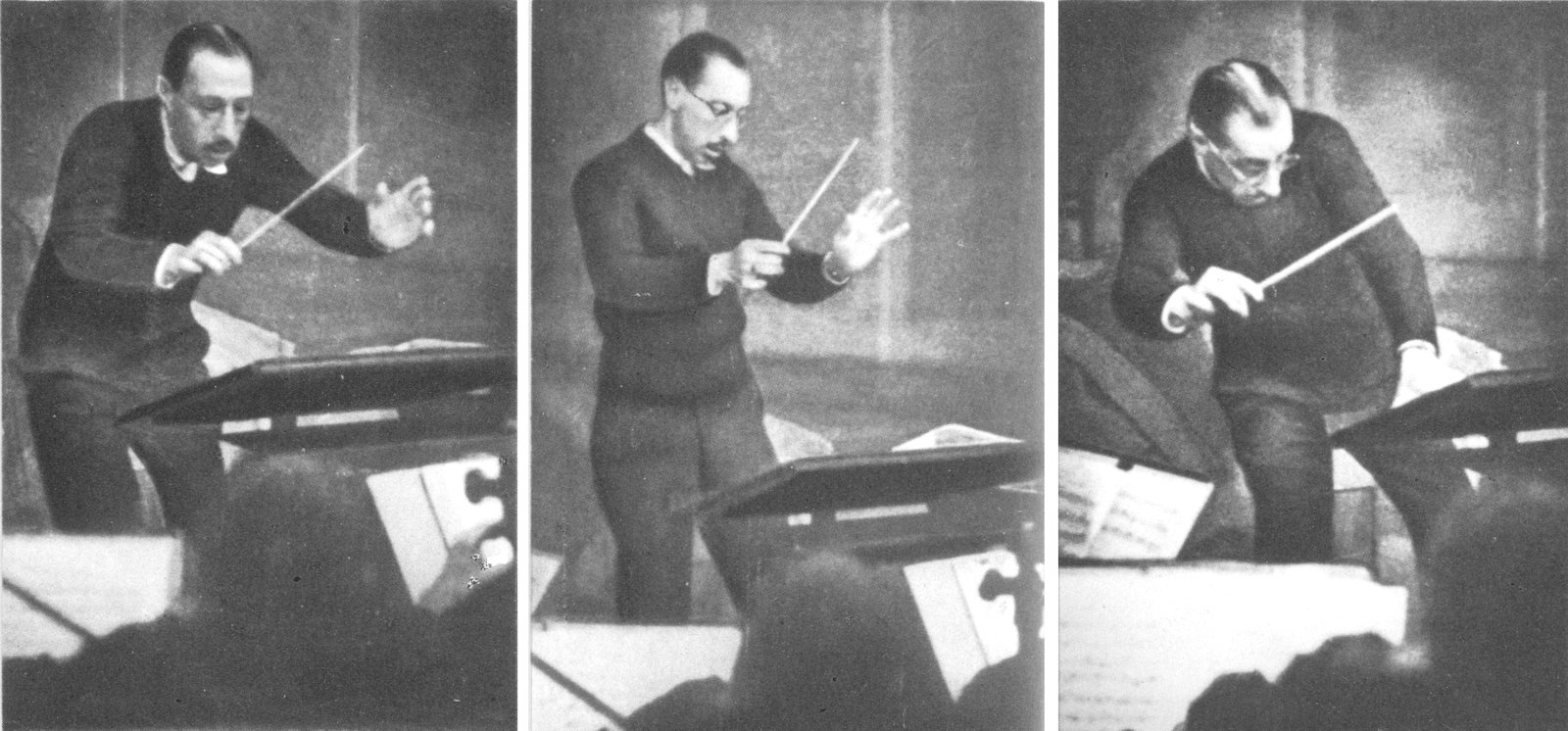
Stravinsky dirigeant en 1929.

Avec Pulcinella (1920), d'après Pergolèse, Gallo et d'autres, débute la période dite « néoclassique » de Stravinsky (voie d'ailleurs explorée, juste avant lui, par des compositeurs comme Georges Enesco avec sa Suite d'orchestre op. 20 ou Maurice Ravel avec son Tombeau de Couperin) : elle dure jusqu'à la composition de l'opéra The Rake's Progress, en 1951. Il emprunte alors aux musiques de : Machaut, Bach, Weber, Rossini, Tchaïkovski et d'autres, mais avec un humour, un métier et une originalité n'ayant rien de ceux d'un épigone.
Igor Stravinsky et sa famille quittent définitivement la Suisse à l'été 1920 pour passer l'été à Carantec dans le Finistère à l'invitation de Cipa et Ida Godebski  puis s'installent dans la villa « Bel Respiro » de Coco Chanel à Garches à l'automne 1920 jusqu'en mars 1921 et enfin à Anglet. Durant cette période, il compose :
- Les symphonies d'instruments à vent (1920-1921), compositions initiées à Carantec achevées à Garches[16], créées le 10 juin 1921 au Queen's Hall de Londres par Serge Koussevitzky.
- le Concertino pour quatuor à cordes, op. 20 (1920) composé à Carantec pour le Quatuor Flonzaley, achevé à Garches le 24 septembre[17].

Du printemps 1921 à l'automne 1924, Stravinsky vit à Biarritz sur la côte basque. Ses amis Ravel, Alexandre Benois, Arthur Rubinstein, mais surtout Coco Chanel et une riche Chilienne qui deviendra son mécène, Mme Errazuriz, l'avaient encouragé dans ce choix. Sont alors achevés :
- l'opéra bouffe Mavra (1922) ;
- l'Octuor pour instruments à vent (1922-1923) ;
- le Concerto pour piano et instruments à vent, contrebasse et timbales, créé à l'opéra de Paris en 1924 avec l'auteur au piano sous la direction de Serge Koussevitzky.

À la fin 1924, la famille déménage à Nice. Cette période voit naître deux nouvelles œuvres de grande ampleur et aux sujets sévères :
- l'opéra-oratorio Œdipus rex (1928), suivi du ballet Apollon musagète ;
- la Symphonie de Psaumes (1929-1930).

Cependant avec le Capriccio pour piano (1929), l'écriture se fait plus sereine et aérée, voire facétieuse, sans abandonner une certaine rigueur formelle.
De 1931 à 1933, la famille s'installe à Voreppe (Isère), villa de la Véronnière (aujourd'hui Médiathèque Stravinski). Sont alors composés :
- le Concerto en ré pour violon (1931), écrit pour le violoniste américain Samuel Dushkin ;
- le Duo concertant pour violon et piano (1932) ;
- le ballet-théâtral Perséphone (1934), d'après la pièce Perséphone d'André Gide (mise en scène de Jacques Copeau et chorégraphie de Kurt Jooss).

Puis à Paris :
- le ballet Jeu de cartes (1936) ;
- le Concerto pour deux pianos solo (1935) et le Dumbarton Oaks Concerto, en mi bémol pour orchestre de chambre (1938).

En 1940, Stravinsky se réfugie aux États-Unis avec sa seconde épouse, Véra de Bosset. Au cours des années 1940, l'un de ses étudiants aux États-Unis était le compositeur et éducateur Robert Strassburg (1915-2003),,.

### Ultime période créatrice

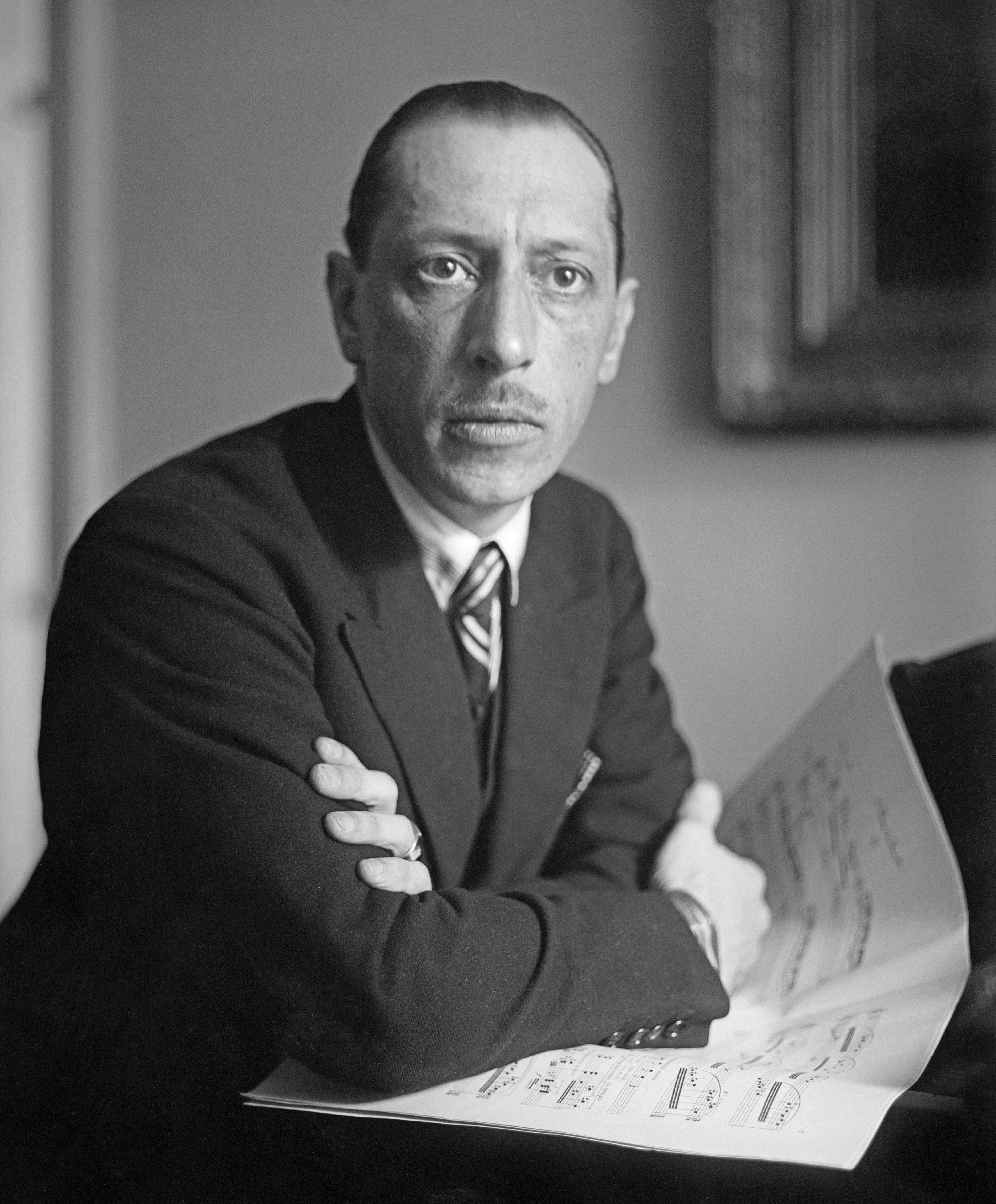
Igor Stravinsky vers 1930.

Il est possible de distinguer deux phases dans la période américaine de Stravinsky, la première depuis la Symphonie en ut (1940) jusqu'à l'opéra The Rake's Progress (1951). La seconde débute autour de 1950 et se poursuit jusqu'à Threni (1958).
Vers 1950, face à l'impact grandissant des trois Viennois (Schönberg, Berg, et surtout Webern) et dans une moindre mesure de Varèse — qui lui travaille plus avec les sons qu'avec les concepts et l'héritage du passé —, Stravinsky peut apparaître comme le porte-parole de la « réaction » musicale. Il effectue alors sa volte-face apparemment la plus spectaculaire en adoptant un sérialisme très personnel, plus dans la lignée de Webern que de Schönberg. En témoignent après de timides essais dans la Cantate de 1952 sur des textes médiévaux anglais, le Septuor — en particulier la gigue, clin d'œil au Schönberg de la Suite pour piano opus 25 (1953) —, les Trois chants de Shakespeare (1953), In memoriam Dylan Thomas (1954) qui est sa première œuvre entièrement sérielle et puis, surtout, le Canticum Sacrum, qu'il fait entendre le 13 septembre 1956 en première audition à la basilique Saint-Marc de Venise devant le patriarche de Venise, Angelo Giuseppe Roncalli, qui, devenu pape quelques années plus tard sous le nom de Jean XXIII, l'invite à la redonner à la chapelle Sixtine et l'anoblit par la même occasion. Le ballet Agon en 1957 clôtura cette période.
Son style se fait dépouillé, d'une grande austérité, et l'inspiration religieuse occupe une place importante (Stravinsky est orthodoxe et fanatiquement croyant, selon Nadia Boulanger), avec Threni (1958), œuvre maîtresse, Abraham et Isaac (1963) dédiée à la nation d'Israël et chanté en hébreu, le lugubre Introïtus (1965) ou encore les ultimes Requiem canticles (1966) qui semblent un résumé de toute son œuvre. Citons encore Mouvements pour piano et orchestre (1959) très webernien d'allure et les méconnues Variations (Aldous Huxley In Memoriam) pour orchestre (1963) : plusieurs passages font penser au Karlheinz Stockhausen des Gruppen.
Après plusieurs jours à l'hôpital, il passe l'été 1970 à Évian-les-Bains où il reçoit sa famille, ce sera son dernier séjour en Europe puisqu'il meurt d’un œdème pulmonaire le 6 avril 1971 à New York après avoir présenté The Rake's Progress. Selon ses dernières volontés, il est enterré quelques jours plus tard dans la section orthodoxe du cimetière San Michele de Venise, à quelques pas de la tombe de Diaghilev.

## Œuvre

### Œuvre d'une profonde unité
Pour Stravinsky, la musique est destinée à « instituer un ordre dans les choses, y compris et surtout un ordre entre l'homme et le temps [...]. La construction faite, l'ordre atteint, tout est dit. »
On a l'habitude de diviser l'évolution de Stravinsky en trois périodes : russe, néoclassique et sérielle. Mais, en ses débuts, il recrée plus qu'il n'emprunte le matériau folklorique, et les éléments de son langage ne sont pas de provenance russe, mais marquent l'aboutissement de certaines traditions occidentales. Son néoclassicisme est quant à lui non pas un pastiche, mais le point de départ d'une recherche, celle de l'objectivité stylistique dans le cadre de l'universalité de la forme et de l'esprit, ce qui explique la persistance de son intérêt pour les sujets hors temps, quasi rituels. Ses œuvres sérielles, enfin, poussent à ses plus extrêmes conséquences le souci de rigueur au détriment de l'élément subjectif et prennent appui sur le seul phénomène musical collectif du XXe siècle. Son parcours pourrait apparaître ainsi non plus comme une succession d'adhésions et de désengagements, qui conduisent alors nécessairement à douter de son authenticité profonde, mais comme témoignant d'une réelle unité.

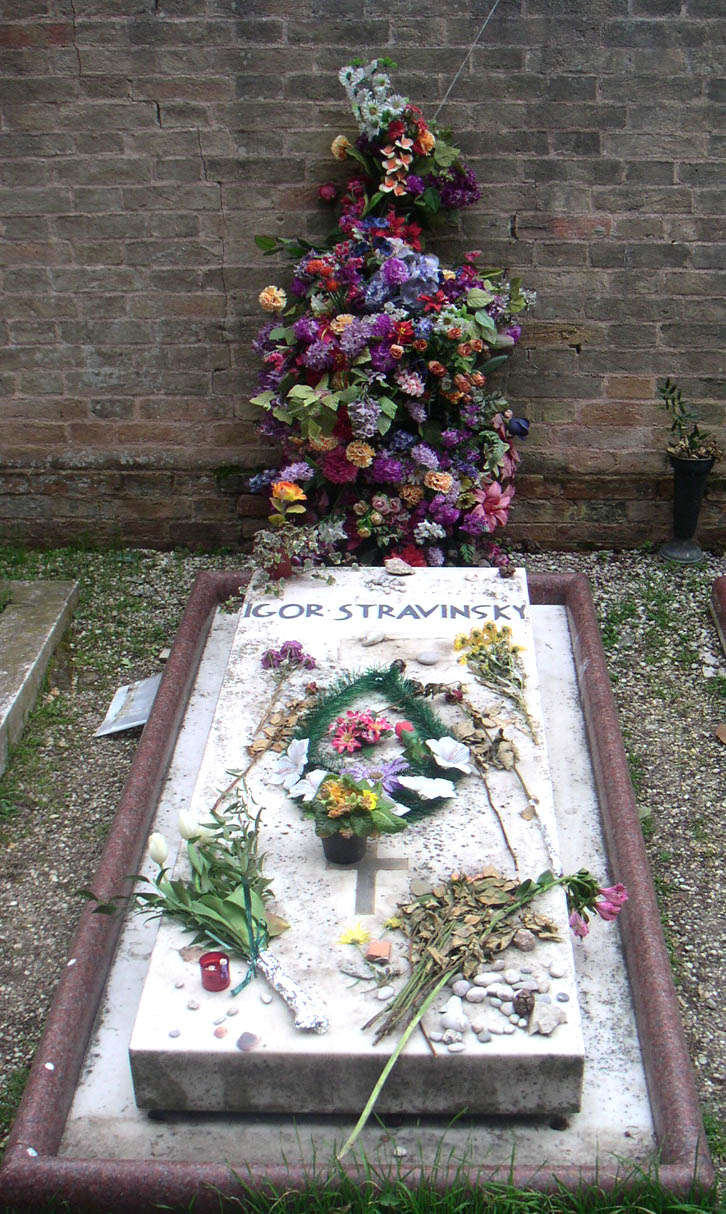
Tombe de Stravinsky à San Michele, section orthodoxe.

### Héritage

#### Littérature
Stravinsky a écrit plusieurs livres tout au long de sa carrière, presque toujours avec l'aide de collaborateurs plus ou moins crédités. Le premier, Chroniques de ma vie, publié en 1936, est une autobiographie écrite avec l'aide de Walter Nouvel. Elle a par la suite été rééditée en 1962 et l'est régulièrement depuis. Le second ouvrage, Poétique musicale, édité pour la première fois en français en 1942, est un essai sur la musique. Rédigé avec l'aide de Roland-Manuel et de Pierre Souvtchinsky (en), il reprend les textes des conférences prononcées à Harvard en 1939-1940, « profession de foi en faveur de la musique pure ».
Robert Craft, son ami et son collaborateur pour les trente dernières années de sa vie, a également rédigé de nombreux volumes avec ou sur le compositeur. Mentionnons ici ceux rédigés en collaboration avec lui : Conversations with Igor Stravinsky, Souvenirs et Commentaires, Expositions and Developments, Dialogues and a Diary, Themes and Episodes et Retrospectives and a conclusion.
L'ouvrage Souvenirs sur Igor Stravinsky, écrit en 1929 par Charles Ferdinand Ramuz, constitue un témoignage de l'amitié entre les deux artistes.
Son fils aîné, Théodore Strawinsky, a écrit un ouvrage sur le musicien Le message d'Igor Strawinsky, publié en 1948 et réédité en 1980. Il a aussi rédigé un livre de souvenirs sur ses parents Catherine et Igor Strawinsky, album de famille, en 1973.

#### Discographie

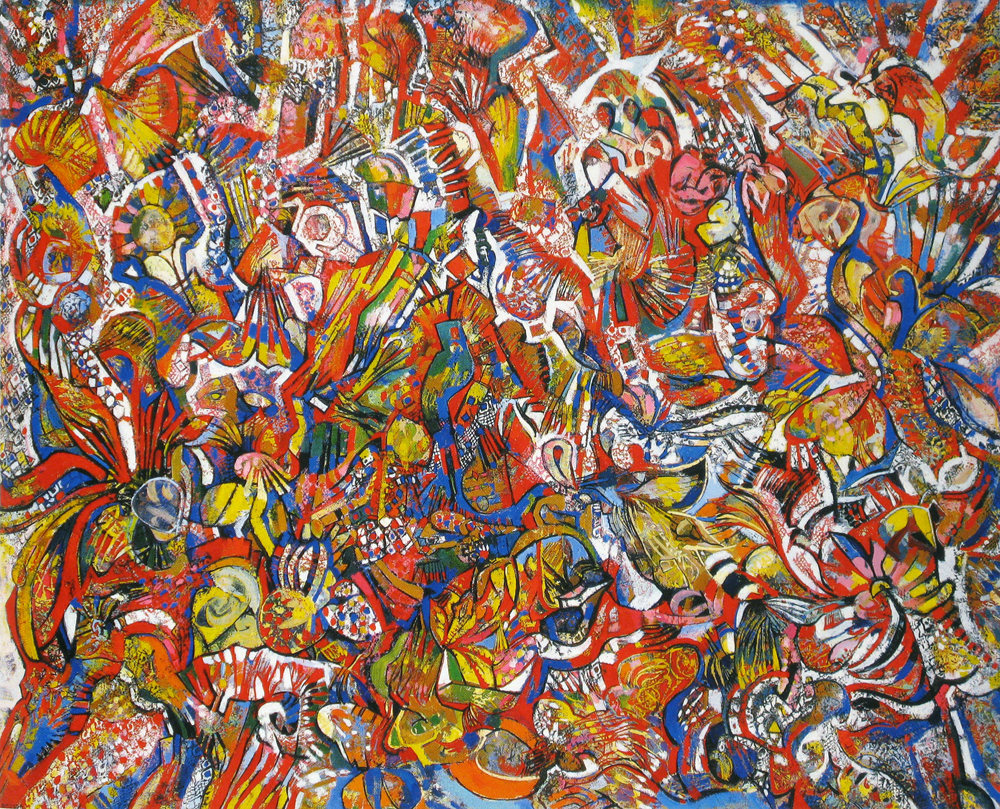
Endre Rozsda - Hommage à Stravinsky (1976).

Stravinsky fut amené à partir des années 1910 à diriger ses compositions. C'est le 2 avril 1914 qu'il dirige un orchestre pour la première fois. Lors d'une répétition de sa Symphonie en mi bémol, dirigée en concert par Ernest Ansermet, le chef invite le compositeur à prendre la baguette lui-même. Ce n'est toutefois que l'année suivante qu'il aura l'occasion de diriger devant un public, lors d'un gala au bénéfice de la Croix-Rouge, donné par Diaghilev à Genève. Le compositeur dirige alors L'Oiseau de feu.
Même s'il avait, avant la Seconde Guerre mondiale, fait quelques enregistrements de sa musique pour les firmes RCA et Columbia, Stravinsky a enregistré presque l'intégralité de ses œuvres au cours des années 1950 et 1960 sous l'impulsion du producteur Goddard Lieberson (en) pour Columbia Records, devenue depuis Sony Classical. Par l'enregistrement, le compositeur voyait une bonne manière de préserver sa pensée musicale.
Robert Craft, ami et collaborateur de Stravinsky des années 1950 à sa mort, a fait de nombreux enregistrements devant mener à une intégrale pour Naxos.

## Stravinksy dans la culture populaire
- Même sans apprécier la musique classique, beaucoup de personnes ont déjà entendu du Stravinsky à de multiples reprises sans le savoir. Dans son œuvre orchestrale, l'un de ses accord les plus spectaculaire est devenu très populaire chez les compositeurs de musique pop, rock, hip hop (entre autres) à partir des années 1980. Il s'agit de l'accord qui introduit l'un des plus célèbres mouvements de L'Oiseau de feu. Ce son intégré à la banque de son du synthétiseur échantillonneur Fairlight CMI est utilisé dans de nombreuses versions différentes dans des titres de Miles Davis, Duran Duran, Kate Bush, Afrika Bambaataa, Bruno Mars... On appelle ce son l'orchestra hit.

## Écrits
- Chroniques de ma vie, éditions Denoël, 1935 (réédition 2001)  (ISBN 2-207-25177-2).
- Poétique musicale, 1939, rééd. éditions Flammarion, 2000.
- Igor Stravinsky et Robert Craft, Souvenirs et commentaires, éditions Gallimard, 1964 (édition Faber & Faber, 1960)  (ISBN 2-070-26102-6).
- Confidences sur la musique, textes et entretiens réunis et édités par Valérie Dufour, Arles, Actes Sud, 2013  (ISBN 978-2-330-01620-3).

- Maurice Ravel, L'intégrale : Correspondance (1895-1937), écrits et entretiens : édition établie, présentée et annotée par Manuel Cornejo, Paris, Le Passeur Éditeur, 2018, 1769 p. (ISBN 978-2-36890-577-7 et 2-36890-577-4, BNF 45607052)

- Robert Craft et Igor Stravinsky, Conversations avec Igor Stravinsky, Paris, Allia, 2024, 192p.

## Cinéma
- Le Sacre du printemps et L'Oiseau de feu sont respectivement illustrés dans les films d'animation Disney Fantasia (1940) et Fantasia 2000 (1999).
- Coco Chanel et Igor Stravinsky, réalisé par Jan Kounen, décrit la relation amoureuse du compositeur, interprété par Mads Mikkelsen, avec Coco Chanel. Le film a fait la clôture du Festival de Cannes 2009. Il s'ouvre en 1913 avec la création houleuse du Sacre du printemps à Paris.

## Hommages
Sont nommés en son honneur :
- (4382) Stravinsky, un astéroïde de la ceinture principale découvert en 1989[29] ;
- Stravinsky, un cratère de la planète Mercure[30] ;
- l'anse Stravinsky, en Antarctique ;
- la place Igor-Stravinsky[31] et la fontaine Stravinsky, à Paris.